# Lézigneux
Lézigneux este o comună în departamentul Loire din sud-estul Franței. În 2009 avea o populație de 1.636 de locuitori.

## Evoluția populației
| An        | 1975 | 1982 | 1990 | 1999  | 2006  | 2009  |
| --------- | ---- | ---- | ---- | ----- | ----- | ----- |
| Populație | 597  | 766  | 900  | 1.153 | 1.543 | 1.636 |